# Steinhatchee
Steinhatchee es un lugar designado por el censo ubicado en el condado de Taylor en el estado estadounidense de Florida. En el Censo de 2010 tenía una población de 1.047 habitantes y una densidad poblacional de 122,28 personas por km².

## Geografía
Steinhatchee se encuentra ubicado en las coordenadas 29°40′48″N 83°23′12″O / 29.68000, -83.38667. Según la Oficina del Censo de los Estados Unidos, Steinhatchee tiene una superficie total de 8.56 km², de la cual 8.28 km² corresponden a tierra firme y (3.27%) 0.28 km² es agua.

## Demografía
Según el censo de 2010, había 1.047 personas residiendo en Steinhatchee. La densidad de población era de 122,28 hab./km². De los 1.047 habitantes, Steinhatchee estaba compuesto por el 98.66% blancos, el 0% eran afroamericanos, el 0.29% eran amerindios, el 0.29% eran asiáticos, el 0% eran isleños del Pacífico, el 0.57% eran de otras razas y el 0.19% pertenecían a dos o más razas. Del total de la población el 1.91% eran hispanos o latinos de cualquier raza.